# Cerkiew św. Dymitra w Korytnikach
Cerkiew św. Dymitra w Korytnikach – murowana parafialna cerkiew greckokatolicka, znajdująca się w Korytnikach.
Została zbudowana w 1886 w miejscu starszej drewnianej cerkwi. Do parafii należała również filialna cerkiew w Krasicach, a sama parafia do dekanatu niżankowskiego, a od 1895 do dekanatu przemyskiego.
Po wojnie cerkiew użytkowana przez kościół rzymskokatolicki jako kościół filialny pw. św. Maksymiliana Kolbe parafii św. Marcina w Krasiczynie.

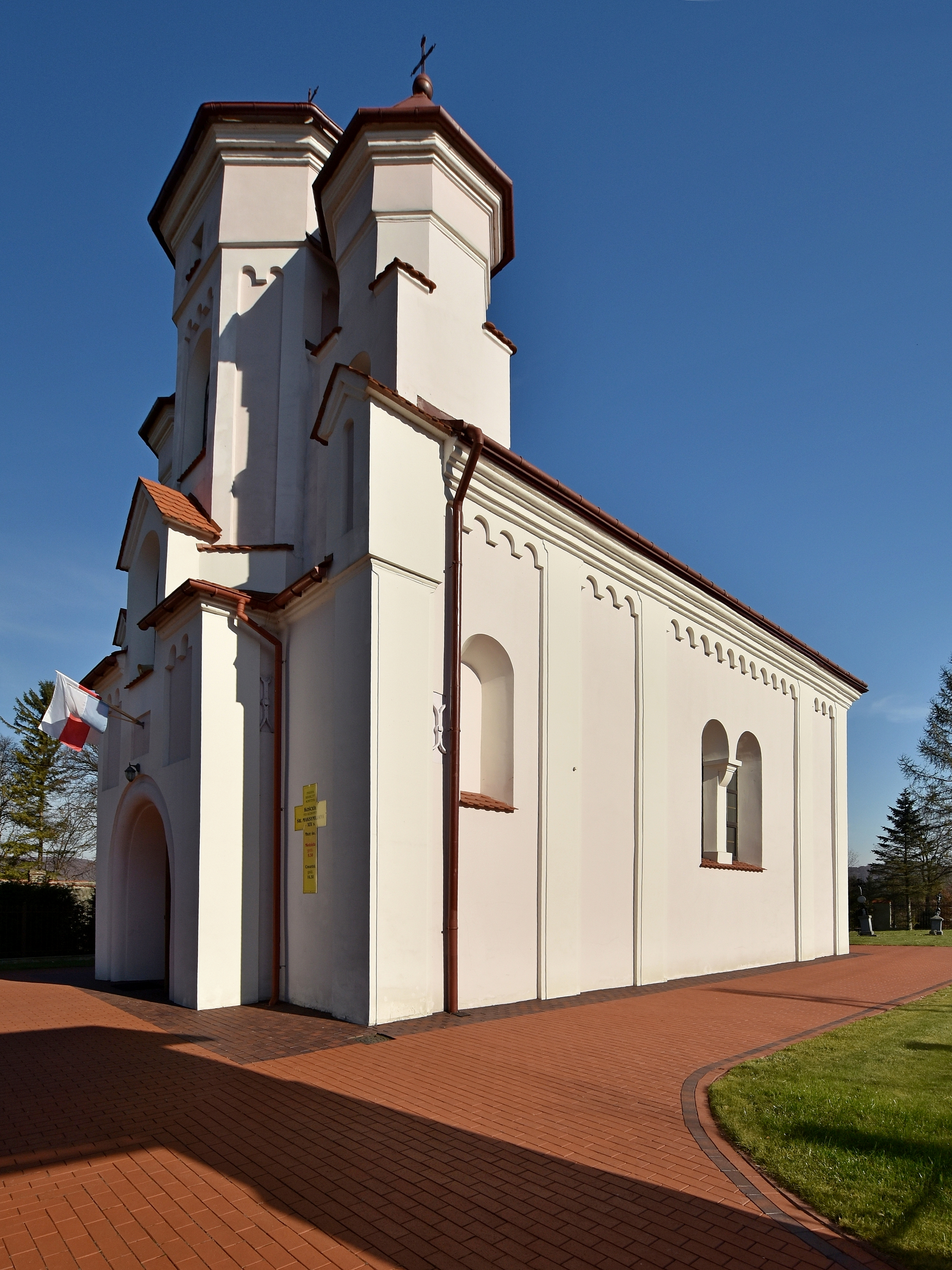
Elewacja boczna
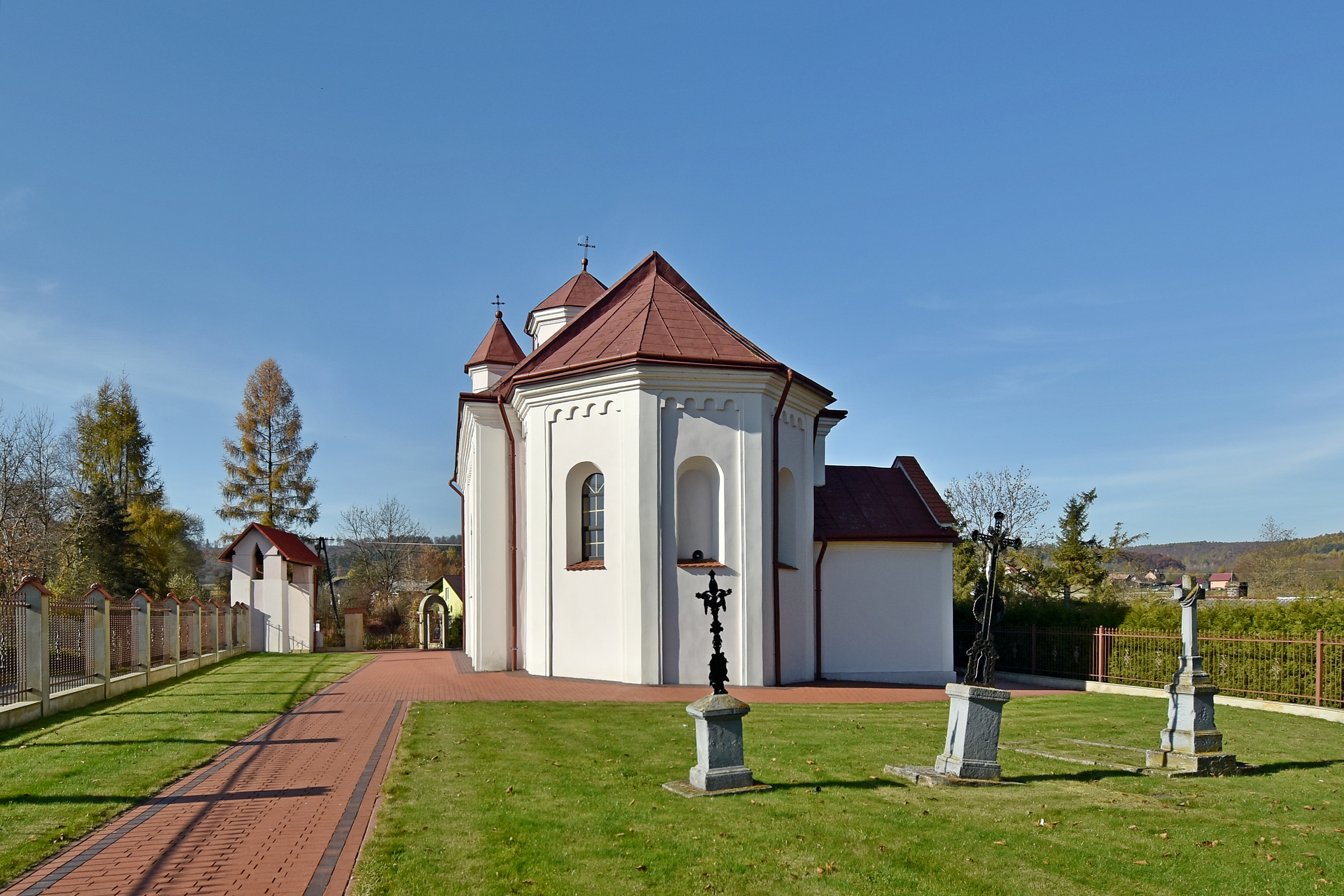
Widok od strony prezbiterium